# Billardiera

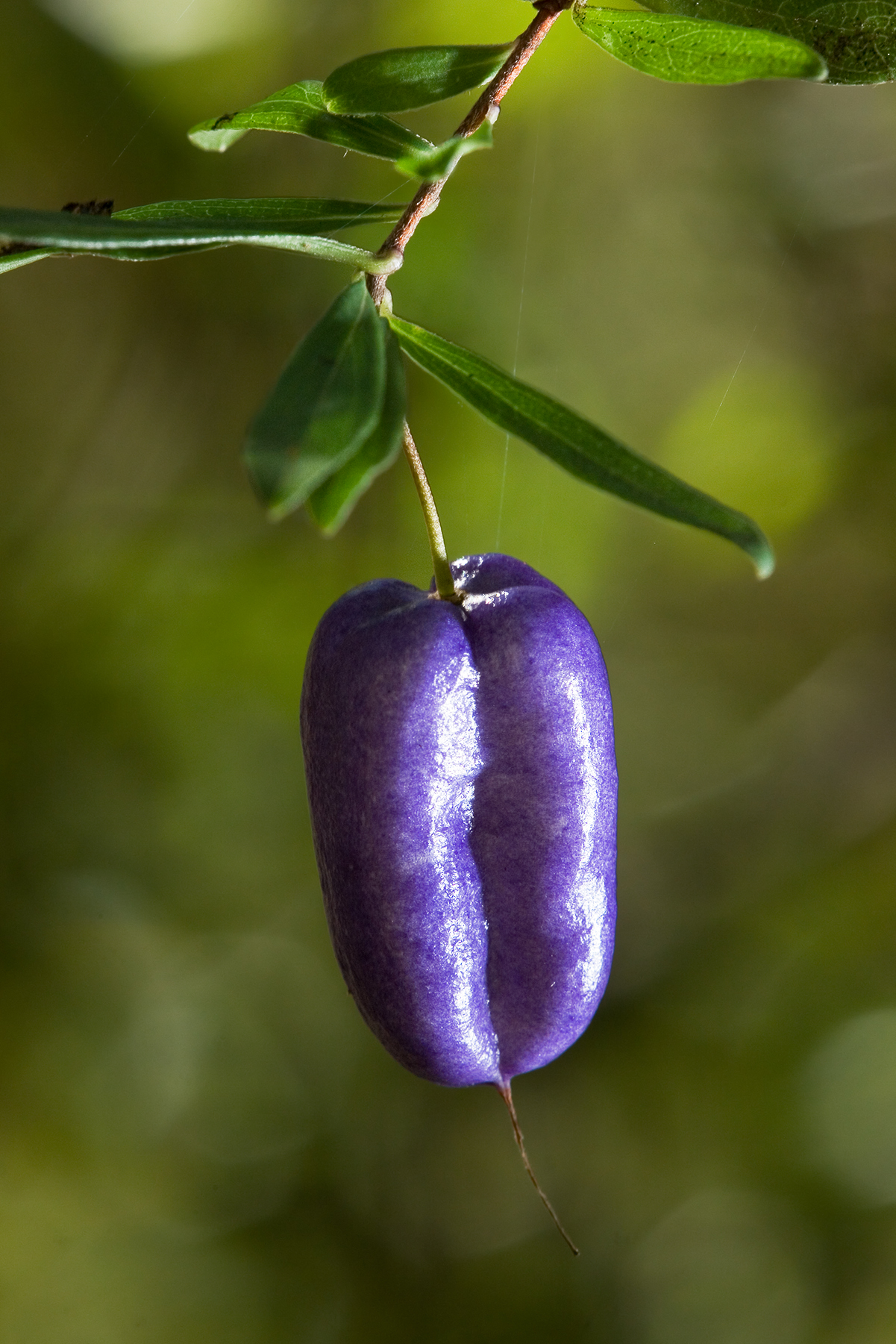
Billardiera longiflora

Billardiera – rodzaj roślin z rodziny pospornicowatych. Obejmuje 22 gatunki. Wszystkie występują w Australii, zwłaszcza w jej zachodniej części. Zasiedlają miejsca skaliste, cieniste, widne lasy i formacje roślin wrzosopodobnych. Kwiaty zapylane są przez owady.
Kilka gatunków uprawianych jest w Australii jako rośliny ozdobne. Poza Australią uprawiane są najbardziej odporne na chłody gatunki – Billardiera longiflora i B. heterophylla. Ten ostatni pochodzi z Australii południowo-zachodniej, ale stał się inwazyjny w południowo-wschodniej części kraju, a także w Portugalii. Owoce kilku gatunków są jadalne.
Nazwa rodzaju upamiętnia francuskiego przyrodnika Jacquesa-Juliena Houtou de La Billardière'a (1755-1834), badającego przyrodę Australię w czasie wyprawy d’Entrecasteaux.

## Morfologia
PokrójNiskie krzewy i pnącza osiągające wysokość 6 m.
LiścieZimozielone, skrętoległe, czasem skupione na pędach, pojedyncze, całobrzegie, wąskie.
KwiatyObupłciowe, pojedyncze lub zebrane w szczytowe kwiatostany wierzchotkowe. Działek kielicha jest 5, wolnych lub zrośniętych u nasady, czasem nierównej długości. Płatków korony jest 5, zwykle częściowo zrośniętych lub stulonych w rurkę sięgającą zwykle do połowy ich długości, w szczytowej części zwykle odgięte, czasem płatki są wolne i rozpostarte. Pręcików jest 5. Zalążnia górna, z 5 owocolistków, jedno- lub dwukomorowa, z licznymi zalążkami, owłosiona lub nie, z pojedynczą, krótką szyjką.
OwoceMięsiste jagody barwy niebieskiej, purpurowej, różowej lub białej. Miąższ soczysty, śluzowaty lub włóknisty, z nasionami nieoskrzydlonymi.

## Systematyka
Pozycja systematyczna
Rodzaj z rodziny pospornicowatych Pittosporaceae.
Wykaz gatunków
- Billardiera coriacea Benth.
- Billardiera cymosa F.Muell.
- Billardiera drummondii (C.Morren) L.W.Cayzer & Crisp
- Billardiera floribunda (Putt.) F.Muell.
- Billardiera fusiformis Labill.
- Billardiera heterophylla (Lindl.) L.W.Cayzer & Crisp
- Billardiera laxiflora (Benth.) E.M.Benn.
- Billardiera lehmanniana F.Muell.
- Billardiera longiflora Labill.
- Billardiera macrantha Hook.f.
- Billardiera mutabilis Salisb.
- Billardiera nesophila L.W.Cayzer & D.L.Jones
- Billardiera ovalis Lindl.
- Billardiera rubens L.W.Cayzer, Crisp & I.Telford
- Billardiera scandens Sm.
- Billardiera sericophora F.Muell.
- Billardiera speciosa (Endl.) F.Muell.
- Billardiera uniflora E.M.Benn.
- Billardiera variifolia DC.
- Billardiera venusta (Putt.) L.W.Cayzer & Crisp
- Billardiera versicolor F.Muell. ex Klatt
- Billardiera viridiflora L.W.Cayzer & D.L.Jones